# Kadence (hudba)
Kadence (z latinského cadentia / cadere = padat) v hudební harmonii představuje druh závěru, tedy určitou posloupnost akordů základní tóniny, kterou se zakončuje hudební myšlenka nebo celá skladba.
Další význam výrazu kadence (italsky cadenza) označuje melodický, intonační nebo rytmický úsek skladby, používá se i pro označení krátkých virtuózních částí v koncertech nebo áriích. Jeho délka se může pohybovat v rozmezí jednoho až několika desítek taktů.

## Druhy závěrečných kadencí
Závěrečným akordem kadence je nejčastěji tónika. Nejjednodušší kadencí je postup T-S-D-T (tónika-subdominanta-dominanta-tónika). Z tónů těchto tří základních akordů lze složit celou diatonickou stupnici. Doprovody jednoduchých písní bývají často tvořeny pouze těmito třemi akordy.
- Celý (též dokonalý) závěr – končí T
- Poloviční závěr – končí jiným akordem než T
- Autentický (původní) závěr – postup D-T
- Plagální závěr (odvozený) – postup S-T
- Klamný závěr – postup D-VI. stupeň
- Rytmicky dokonalý závěr (též "mužský závěr") – končí na těžké době
- Rytmicky nedokonalý závěr (též "ženský závěr") – končí na lehké době

## Cadenza- koncertní kadence
U koncertů pro sólové nástroje s orchestrem znamená kadence také sólovou vložku, která se vkládá většinou do první věty. Její začátek bývá vyznačen harmonickou kadencí a vložka jí také končí. Původně byla ve skladbě pouze vyznačena a dávala tak interpretovi příležitost, aby volnou improvizací předvedl svoji virtuozitu. Od doby Mozartovy se autorovy kadence zapisují a u Beethovenových koncertů (klavírní koncert Es dur) jsou pevnou součástí partitury.